# し
し або シ (/si, ɕi, ʃi/; МФА: [ɕi] або [ʃi]) — склад в японській мові, один зі знаків японської силабічної абетки кана. Становить 1 мору. Розміщується у комірці 2-го рядка 3-го стовпчика таблиці ґодзюон.
Має похідні дзвінкі звуки — じ або ジ (/zi, ʑi/; МФА: [(d)ʑi] або [(d͡)ʒi]).

## Короткі відомості

### Опис
Фонема сучасної японської мови. Складається з одного ясенного приголосного звука та одного неогубленого голосного переднього ряду високого піднесення /і/ (い). Приголосні бувають різними залежно від типу.
| Глухий ясенно-піднебінний щілинний:  |  | /s/ → | し | [ɕi]  | (основний звук)                               |
| Дзвінкий ясенно-піднебінний щілинний |  | /z/ → | じ | [ʑi]  | (похідний звук; в середині слова)             |
| Дзвінкий ясенно-піднебінний африкат: |  | /z/ → | じ | [d͡ʑi] | (похідний звук; на початку слова і перед /N/) |

При додаванні голосного /і/ до приголосного відбувається явище пом'якшення приголосного. Коли /і/ стоїть після звуків /s, z, d͡z/ (с, з, дз) вони перетворюються нові шиплячі звуки — /ɕ, ʑ, d͡ʑ/ (шь, жь, джь).
Відповідно, し записується в транскрипції МФА як [ɕi, ʃi] (ші), а не палаталізований [sʲi] (сі); в свою чергу じ передається як [ʑi, d͡ʑi] (жі, джі), а не палаталізований [zʲi, d͡zʲi] (зі, дзі).

### Порядок
Місце у системах порядку запису кани:
- Порядок ґодзюону: 12.
- Порядок іроха: 42. Між み і ゑ.

### Абетки
- Хіраґана: し

Походить від скорописного написання ієрогліфа 之 (сін, це).
- Катакана: シ

Походить від скорописного написання ієрогліфа 之 (сін, це).
- Манйоґана: 子 • 之 • 芝 • 水 • 四 • 司 • 詞 • 斯 • 志 • 思 • 信 • 偲 • 寺 • 侍 • 時 • 歌 • 詩 • 師 • 紫 • 新 • 旨 • 指 • 次 • 此 • 死 • 事 • 准 • 磯 • 為

### Транслітерації

#### し
- Кирилиця:
Система Коваленка: ШІ (ші).
Система Бондаренка: СІ (сі).
Альтернативні системи: СІ (сі), ШІ (ші).
- Латинка
Система Хепберна: SHI (shi).
Японська система: SI (si).
JIS X 4063: si, shi
Айнська система: SI (si).

#### じ
- Кирилиця:
Система Коваленко: ДЖІ (джі).
Система Поліванова: ДЗІ (дзі).
Альтернативні системи: ДЗІ (дзі), ЗІ (зі), ДЖІ (джі), ЖІ (жі).
- Латинка
Система Хепберна: JI (ji).
Японська система: ZI (zi).
JIS X 4063: zi, ji
Айнська система: ZI (zi).

### Інші системи передачі
- Шрифт Брайля:
| ●－ ●● －● |
- Радіоабетка: СІмбун но СІ (新聞のシ; «сі» газети)
- Абетка Морзе: −−・−・